# 암란주
암란주(아랍어: عمران)는 예멘 북서부에 위치한 주로, 수도 사나 서북쪽에 위치하고 있다. 주도는 암란이며 인구는 877,786명(2004년 기준), 면적은 7,971km2이다.